# Hochsteiermark

Die sieben Planungsregionen der Steiermark: Obersteiermark Ost = Hochsteiermark (3)

Hochsteiermark ist ein in den späteren 1990er Jahren eingeführter touristischer Begriff für den Ostteil der Obersteiermark. Dieser umfasst den Bezirk Bruck-Mürzzuschlag im nördlichen Teil des österreichischen Bundeslandes Steiermark.

## Zum Namen
Der Grund für die Einführung des Namens war, dass es für das Gebiet keinen historischen Landschaftsnamen gibt. In der Steiermärkischen Raumplanung wird die Region gemäß dem Landesentwicklungsprogramm 2009 als Obersteiermark Ost bezeichnet. Im Gegensatz dazu wird als Obersteiermark geographisch gesehen der gesamte nördliche, alpine Teil der Steiermark bezeichnet, und als Oststeiermark nur der Osten des südlichen rand- und außeralpinen Raumes in verschieden weitem Ausmaß.

## Regionsprofil
Landschaftlich umfasst die Region:
- das untere Tal der obersten Mur von Bruck bis Röthelstein
- Hochschwabgruppe
- das gesamte Mürztal mit seinen Nebentälern, insbesondere Aflenzer Tal, steirischem Semmeringgebiet und den Nordtälern der Fischbacher Alpen
- den Naturpark Mürzer Oberland
- oberes Salzatal ∗ und steirisches Mariazellerland

Nachbarregionen
PR … steir. Planungsregion, TR … steir. Tourismusregion, KR … niederösterr. Kleinregion
|                           | Eisenwurzen ∗∗ (Niederösterreich) Gesäuse ∗ (TR)         | Semmering–Rax (KR, Niederösterreich)                                    |
| Liezen ∗ (PR) Murtal (TR) | Kompassrose, die auf Nachbargemeinden zeigt              | Wechselland (KR, Niederösterreich) Bucklige Welt (KR, Niederösterreich) |
| Obersteiermark West (PR)  | Graz und Graz-Umgebung (TR) Steirischer Zentralraum (PR) | Thermenland Steiermark (TR) Oststeiermark (PR)                          |

Die Hochsteiermark hat rund 3250 km² und ist damit die zweitgrößte der steirischen Regionen, davon sind nur 490 km² Dauersiedlungsraum (etwa 15 %), was das alpine Gepräge des Raumes zeigt.  Mit einer Bevölkerungsdichte von 51 EW/km² liegt sie unter dem steirischen Durchschnitt (74, Österreich 100), Die Bevölkerungsdichte im Dauersiedlungsraum beträgt aber 332 EW/km² (Steiermark 233, Österreich 259), was die semi-urbane Konzentration in der Mur–Mürz-Furche darstellt.
Regionale Zentren sind die Städte Leoben (24.561 EW), Kapfenberg (21.907 EW), Bruck an der Mur (15.735 EW) und Mürzzuschlag (7819 EW), regionales Nebenzentrum auch Mariazell (3547 EW, alle Stand 1. Jänner 2025). Als teilregionale Versorgungszentren haben Aflenz Kurort, Kindberg, Krieglach, Langenwang, Mautern, Mitterdorf, Neuberg, Niklasdorf, St. Marein, St. Michael, Thörl und Trofaiach Bedeutung.

## Tourismusregion
Heute firmiert die Hochsteiermark als eine der acht steirischen Tourismusregionen nach Steiermärkischem Tourismusgesetz 1992. Unter diesen ist sie flächenmäßig die größte. Im Unterschied zum Ennstal konzentriert Tourismus sich hier auf einige traditionelle Hotspots im Nordosten, insbesondere das Semmeringgebiet und die Wiener Hausberge, am Hochschwab und auf das Mariazellerland, während gerade die Mürz-Furche und die Erzberg-Gegend mit ihrer industriellen Tradition keine wirklichen Urlaubsregionen sind, und ihr touristisches Angebot erst in jüngsten Jahren entwickeln. Hier spielt insbesondere die Industriekultur eine wichtige Rolle, etwa im Natur- und Geopark Steirische Eisenwurzen und der zugehörigen Route Eisenstraße, die bis Leoben führt. Das Salzatal fokussiert auf naturnahen Erlebnistourimus im Rafting- und Paddelsport. Auch die Fischbacher Alpen sind inzwischen zunehmend ein Zentrum das sanften Tourismus im Naherholungsraum Graz und abseits der Tourismushochburgen. Daher vermarktet sich die Region als „verschlafener Geheimtipp“.
Träger der Marke ist der Tourismusregionalverband Hochsteiermark mit Sitz in Bruck an der Mur. Zu diesem 2003 gegründeten Verein gehören 49 Gemeinden und 25 Tourismusverbände.

Ein Instrument des Tourismusregionalverbandes Hochsteiermark für die touristische Vermarktung seiner Region ist der Begriff Steirische Romantik. Zusätzlich zu Orten in der Hochsteiermark werden auch touristische Angebote im benachbarten Bruck an der Mur und Frauenberg (Sankt Marein im Mürztal) damit beworben.

## Regionalmanagement
Für die Raumplanung und Regionalentwicklung des Landes ist die Regionalmanagement Obersteiermark Ost GmbH zuständig. Sie wurde 1995 von kleinregionalen Entwicklungsorganisationen paritätisch gegründet (Verein Wirtschafts- und Beschäftigungsinitiative Leoben 39 %, Verein Beschäftigungsinitiativen der Gemeinden des Bezirkes Bruck/Mur 36 %, Verein Regionaler Entwicklungsverband Mürzzuschlag 25 %).